# Łagiewniki (Sieradz)
Pour les articles homonymes, voir Łagiewniki.
Łagiewniki est une localité polonaise de la gmina de Złoczew, située dans le powiat de Sieradz en voïvodie de Łódź.